# Kanton Vayrac
Der Kanton Vayrac war bis 2015 ein französischer Wahlkreis im Arrondissement Gourdon, im Département Lot und in der Region Midi-Pyrénées; sein Hauptort war Vayrac.
Der Kanton Vayrac war 85,33 km² groß und hatte 4629 Einwohner (Stand: 2012).
Der Kanton umfasste Wahlberechtigte aus acht Gemeinden:
| Gemeinde                  | Einwohner Jahr | Fläche km² | Bevölkerungsdichte | Code INSEE | Postleitzahl |
| ------------------------- | -------------- | ---------- | ------------------ | ---------- | ------------ |
| Bétaille                  | 1020 (2013)    | –          | – Einw./km²        | 46028      | 46110        |
| Carennac                  | 406 (2013)     | –          | – Einw./km²        | 46058      | 46110        |
| Cavagnac                  | 458 (2013)     | –          | – Einw./km²        | 46065      | 46110        |
| Condat                    | 397 (2013)     | –          | – Einw./km²        | 46074      | 46110        |
| Les Quatre-Routes-du-Lot  | 634 (2013)     | –          | – Einw./km²        | 46232      | 46110        |
| Saint-Michel-de-Bannières | 333 (2013)     | –          | – Einw./km²        | 46283      | 46110        |
| Strenquels                | 253 (2013)     | –          | – Einw./km²        | 46312      | 46110        |
| Vayrac                    | 1345 (2013)    | –          | – Einw./km²        | 46330      | 46110        |